# Eye (Cambridgeshire)
Eye – wieś w Anglii, w hrabstwie ceremonialnym Cambridgeshire, w dystrykcie (unitary authority) Peterborough. Leży 50 km na północny zachód od miasta Cambridge i 122 km na północ od Londynu.